# Episodi di Star Wars Rebels (seconda stagione)
La seconda stagione della serie animata Star Wars Rebels, composta da ventidue episodi, è stata trasmessa negli Stati Uniti sull'emittente televisiva Disney XD dal 20 giugno 2015 al 30 marzo 2016.
Un film introduttivo di un'ora, L'assedio di Lothal, è stato trasmesso in anteprima il 18 aprile 2015 durante la Star Wars Celebration che si è svolta nel Anaheim Convention Center in California dal 16 al 19 aprile 2015.
In Italia la serie è andata in onda dal 12 ottobre 2015 su Disney XD e si è conclusa il 2 maggio del 2016.
| nº | Titolo originale                   | Titolo italiano                                | Prima TV USA     | Prima TV Italia  |
| -- | ---------------------------------- | ---------------------------------------------- | ---------------- | ---------------- |
| 1  | The Siege of Lothal: Part 1        | L'assedio di Lothal (prima parte)              | 20 giugno 2015   | 12 ottobre 2015  |
| 2  | The Siege of Lothal: Part 2        | L'assedio di Lothal (seconda parte)            | 20 giugno 2015   | 12 ottobre 2015  |
| 3  | The Lost Commanders (1)            | I comandanti perduti                           | 14 ottobre 2015  | 19 ottobre 2015  |
| 4  | Relics of the Old Republic (2)     | Resti della vecchia Repubblica                 | 21 ottobre 2015  | 26 ottobre 2015  |
| 5  | Always Two There Are               | Ce ne sono sempre due                          | 28 ottobre 2015  | 2 novembre 2015  |
| 6  | Brothers of the Broken Horn        | I fratelli del Corno Rotto                     | 4 novembre 2015  | 9 novembre 2015  |
| 7  | Wings of the Master                | Le ali del maestro                             | 11 novembre 2015 | 16 novembre 2015 |
| 8  | Blood Sisters                      | Sorelle di sangue                              | 18 novembre 2015 | 23 novembre 2015 |
| 9  | Stealth Strike                     | Sotto copertura                                | 25 novembre 2015 | 30 novembre 2015 |
| 10 | The Future of the Force            | Il futuro della Forza                          | 2 dicembre 2015  | 7 dicembre 2015  |
| 11 | Legacy                             | Radici                                         | 9 dicembre 2015  | 14 dicembre 2015 |
| 12 | A Princess on Lothal               | Una principessa su Lothal                      | 20 gennaio 2016  | 29 febbraio 2016 |
| 13 | The Protector of Concord Dawn      | Il protettore di Concord Dawn                  | 27 gennaio 2016  | 7 marzo 2016     |
| 14 | Legends of the Lasat               | Leggende dei Lasat                             | 3 febbraio 2016  | 14 marzo 2016    |
| 15 | The Call                           | I Purrgil                                      | 10 febbraio 2016 | 21 marzo 2016    |
| 16 | Homecoming                         | Ritorno a casa                                 | 17 febbraio 2016 | 28 marzo 2016    |
| 17 | The Honorable Ones                 | L'unione fa la forza                           | 24 febbraio 2016 | 4 aprile 2016    |
| 18 | Shroud of Darkness                 | Velo dell'Oscurità                             | 2 marzo 2016     | 11 aprile 2016   |
| 19 | The Forgotten Droid                | Il droide dimenticato                          | 16 marzo 2016    | 18 aprile 2016   |
| 20 | The Mystery of Chopper Base        | Il mistero della Base Chopper                  | 23 marzo 2016    | 25 aprile 2016   |
| 21 | Twilight of the Apprentice: Part 1 | Il crepuscolo dell'apprendista (prima parte)   | 30 marzo 2016    | 2 maggio 2016    |
| 22 | Twilight of the Apprentice: Part 2 | Il crepuscolo dell'apprendista (seconda parte) | 30 marzo 2016    | 2 maggio 2016    |

## L'assedio di Lothal
- Titolo originale: The Siege of Lothal
- Diretto da: Bosco Ng, Brad Rau
- Scritto da: Henry Gilroy

### Trama
Avendo ricevuto ordine di occuparsi dei Ribelli, in particolare dei Jedi presenti tra loro, Dart Fener inizia una campagna oppressiva contro la popolazione di Lothal per poter trovare il gruppo. L'equipaggio dello Spettro inizia quindi a collaborare con la Ribellione, ma non riesce a decidere se unirsi alle cellule ribelli maggiori e dichiarare guerra aperta all'Impero oppure se tenersi fuori dagli scontri più grandi. La situazione si fa ancora più complicata quando la ministra Maketh Tua, temendo di venire punita per non essere riuscita ad eliminare i ribelli di Lothal, decide di disertare per tentare di fuggire a Fener, offrendosi di rivelare la verità per cui l'Imperatore vuole conquistare il pianeta. Tuttavia, il temuto signore dei Sith utilizza questo a proprio vantaggio ed orchestra l'omicidio di Tua facendo esplodere il suo shuttle ed accusando i ribelli dell'accaduto, rivoltando la popolazione di Lothal contro di loro. L'equipaggio dello Spettro tenta di fuggire, ma viene messo all'angolo da Fener, che ferisce Kanan e Sabine e per poco non uccide Ezra. Dopo essersi fatto trasportare da Lando Calrissian per sfuggire all'Impero, il demoralizzato gruppo si incontra con il gruppo ribelle di Ahsoka, venendo però raggiunto da Fener, che li insegue e spazza via nel farlo quasi tutte le navi ribelli, scoprendo al contempo, grazie ad un incontro mentale, la presenza di Ahsoka. La mente di quest'ultima viene completamente sopraffatta dall'incontro e perde i sensi. Una volta ripresasi, si riunisce all'equipaggio dello Spettro, che ha deciso di affrontare a viso aperto l'Impero. Dart Fener comunica poi della presenza di Ahsoka all'Imperatore Palpatine, il quale gli ordina di inviare un altro dei loro Inquisitori per catturare i ribelli.
- Ascolti USA: telespettatori 590 000[3]

## I comandanti perduti
- Titolo originale: The Lost Commanders (1)
- Diretto da: Sergio Paez e Dave Filoni
- Scritto da: Matt Michnovetz

### Trama
Dopo essere riuscita a malapena a sfuggire allo sterminio del gruppo ribelle Squadriglia Phoenix per mano di Dart Fener, Ahsoka Tano manda l'equipaggio dello Spettro a cercare un ex-comandante militare nel sistema di Seelos. La squadra scopre quindi che il comandante è l'ex-clone Capitano Rex, accompagnato dal comandante Wolffe e dal commando Gregor. Kanan è immediatamente ostile nei loro confronti, ricordandosi ciò che hanno fatto nell'Ordine 66, nonostante lo stesso Rex affermi che il loro chip mentale è stato rimosso. Ezra negozia con Rex per ottenere delle informazioni relativi a delle potenziali basi ribelli ed il gruppo decide di andare a caccia con Gregor. Usando Zeb come esca, riescono finalmente a catturare uno sfuggente Joopa. Terminata la caccia, Rex mantiene la parola, ma Sabine scopre che Wolffe ha tradito il gruppo comunicando la loro posizione all'Impero. Lo scontro con una sonda Imperiale danneggia il Fantasma e la squadra si ritrova sperduta insieme ai cloni in attesa dell'imminente attacco Imperiale.
- Ascolti USA: telespettatori 460 000[4]

## Resti della vecchia Repubblica
- Titolo originale: Relics of the Old Republic (2)
- Diretto da: Bosco Ng
- Scritto da: Steven Melching

### Trama
L'Impero localizza i Ribelli di Lothal su Seelos. L'Ammiraglio Konstantine e l'Agente Kallus giungono nel Sistema per catturarli. Rex dà al gruppo un chip di dati contenente le posizioni di vecchie basi della Repubblica. Ezra cerca di convincere Rex ad unirsi alla ribellione, ma lui rifiuta e si offre di rallentare l'Impero per permettere agli altri di scappare. L'Agente Kallus ordina ai cloni di consegnare loro i ribelli ed al rifiuto di Rex, lancia contro di loro tre camminatori AT-AT. Approfittando della tempesta di sabbia che intanto si è scatenata, Kanan, Ezra e gli altri cloni riescono ad utilizzare il cannone principale della base dei cloni (rivelatasi essere un vecchio camminatore AT-TE) per distruggere uno degli AT-AT. Nel frattempo, l'Ammiraglio Konstantine viene contattato da Dart Fener. Tuttavia, invece di ritrovarsi davanti il signore dei Sith, l'ammiraglio incontra un nuovo Inquisitore, il Quinto Fratello, il quale afferma che avrà successo dove Kallus e Konstantine hanno fallito. I Ribelli di Lothal, nel frattempo, si preparano ad abbandonare il pianeta con il Fantasma, ma Ezra non vuole lasciare indietro i cloni. Kanan, Ezra e Zeb dirottano quindi uno dei due camminatori rimasti e lo utilizzano per distruggere l'ultimo, mettendo in fuga Kallus. Hera torna indietro a recuperare gli altri, i quali re-incontrano finalmente il resto della Ribellione ed Ahsoka. 
- Ascolti USA: telespettatori 540 000[5]

## Ce ne sono sempre due
- Titolo originale: Always Two There Are
- Diretto da: Brad Rau
- Scritto da: Kevin Hopps

### Trama
Zeb, Sabine e Chopper, con Ezra che si offre volontario per evitare di dover rimanere ed assistere alle discussione di Kanan e Rex, si dirigono verso una vecchia base medica della Repubblica in cerca di scorte, incontrando però il Quinto Fratello ed un altro Inquisitore, la Settima Sorella. Quest'ultima cattura Ezra e lo interroga riguardo alla posizione di Ahsoka Tano, mentre Sabine viene a sua volta tramortita e catturata dal Quinto Fratello. Zeb e Chopper riescono alla fine a salvare i due ed a sfuggire agli Inquisitori, ritornando dalla flotta Ribelle, dove Ezra chiede spiegazioni a Kanan riguardo alla presenza di più Inquisitori.
- Ascolti USA: telespettatori 540 000[6]
- Nota: l'alias che Zeb utilizza nel suo messaggio in codice ad Ezra per ingannare gli Inquisitori è quello del "Comandante Meiloorun", lo stesso che utilizza nell'episodio A caccia con il caccia della prima stagione

## I fratelli del Corno Rotto
- Titolo originale: Brothers of the Broken Horn
- Diretto da: Saul Ruiz
- Scritto da: Bill Wolkoff

### Trama
Ezra riceve un messaggio dalla nave di Vizago, così lui e Chopper decidono di andare a vedere cos'è successo. Una volta arrivati sulla nave, scoprono che Hondo Ohnaka se n'è impadronito, avendola, a detta sua, vinta in una partita a Sabacc. Ezra collabora con Hondo in un affare con Azmorigan riguardante alcuni generatori di potenza, richiesti dalla Ribellione per aiutare gli abitanti del pianeta Rinn. Durante l'operazione, Ezra è tentato di unirsi all'equipaggio di Hondo, poiché in tal caso non avrebbe alcun tipo di responsabilità di cui preoccuparsi. L'affare tuttavia finisce male quando Azmorigan riconosce Ezra e lui ed Hondo sono costretti a darsi alla fuga prendendo con sé le casse. Sulla nave di Vizago, Ezra scopre che in realtà quest'ultimo è tenuto prigioniero da Hondo, che lo ha stordito e si è impadronito della nave. Dopo averlo liberato, Ezra è costretto a collaborare nuovamente con Hondo per respingere i droidi che Vizago ha mandato loro contro. Alla fine, Vizago riprende la nave ed Ezra ritorna dall'equipaggio dello Spettro, scoprendo però che Hondo è arrivato prima di lui ed ha consegnato alla Ribellione tutti i generatori, per sdebitarsi con Ezra che gli ha salvato la vita, ed i due si separano con il giovane che decide di rimanere con i Ribelli.
- Ascolti USA: telespettatori 550 000[7]
- Nota: in questo episodio possiamo notare che Hondo Ohnaka ha una grafica diversa rispetto a quella delle serie animata The Clone Wars

## Le ali del maestro
- Titolo originale: Wings of the Master
- Diretto da: Sergio Paez e Dave Filoni
- Scritto da: Steven Melching

### Trama
La Squadriglia Phoenix cerca di sfondare una barriera Imperiale per cercare di fornire cibo ai bisognosi, ma il loro trasporto viene distrutto e la missione fallisce. Hera viene quindi incaricata di dirigersi verso un pianeta nella cui atmosfera è molto difficile volare per recuperare una nave costruita da un Mon Calamari di nome Quarrie, apparentemente capace di sfondare la barricata. Dopo essersi quasi schiantata, Hera riesce a convincere Quarrie a lasciarle pilotare la nave, chiamata Ala Blade (e soprannominata Ala B) Grazie alla potenza di fuoco del caccia, Hera riesce a distruggere da sola una delle navi del blocco Imperiale, permettendo così allo Spettro di sfondare la barriera e consegnare le scorte.
- Ascolti USA: telespettatori 550 000[8]

## Sorelle di sangue
- Titolo originale: Blood Sisters
- Diretto da: Bosco Ng
- Scritto da: Kevin Hopps

### Trama
Sabine viene inviata da Hera a recuperare un corriere di informazioni sconosciuto. Dopo essersi diretta sul posto insieme ad Ezra e Chopper, scoprono che il corriere è un droide. Successivamente, incontrano Ketsu Onyo, vecchia "amica" di Sabine che lavora come cacciatrice di taglie ed ha intenzione di recuperare il droide. Quando alcuni assaltatori iniziano a sparare contro di loro, Sabine e Chopper rubano una nave e si allontanano dal pianeta con il droide, lasciando sfortunatamente Ezra indietro. Anche Ketsu riesce a scappare e, dopo un breve scontro con Sabine, cattura Chopper, incontrandosi poi con la sua ex-amica per effettuare uno scambio: Chopper per il droide. Tuttavia, le loro azioni attirano l'attenzione di una nave da guerra Imperiale, il che obbliga le due a fare squadra per piazzare delle cariche esplosive sulla nave rubata. Tuttavia, la nave Imperiale si accorge del fatto che le due stessero accendendo i propulsori e fa fuoco sulla cabina della nave, dove si trova Sabine, che viene stordita. Fortunatamente, Ketsu la salva e l'esplosione del mezzo di trasporto permette alle due di allontanarsi e di portare il droide ad una base ribelle, per poi rincontrarsi con Ezra ed Hera. Infine, Ketsu se ne va dopo essersi riconciliata con Sabine.
- Ascolti USA: telespettatori 470 000[9]

## Sotto copertura
- Titolo originale: Stealth Strike
- Diretto da: Brad Rau
- Scritto da: Matt Michnovetz

### Trama
Ezra ed il Comandante Sato vengono catturati quando una nuova arma Imperiale, uno sperimentale incrociatore, genera un pozzo gravitazionale abbastanza forte da tirare fuori le navi dall'iperspazio. Hera manda Kanan, Rex e Chopper a salvarli usando uno shuttle rubato, delle armature da assaltatori e la conoscenza di Rex dei codici Imperiali e dei protocolli per infiltrarsi sull'incrociatore, nonostante la diffidenza di Kanan nei confronti di Rex inizialmente complichi la missione. Ezra e Chopper si dirigono al reattore per sabotare l'incrociatore, ma Rex viene catturato mentre lui e Kanan stavano scortando Sato ed i suoi uomini sulla loro nave. Kanan torna indietro per salvarlo ed insieme riescono a fuggire, mentre il sabotaggio di Chopper fa sovraccaricare il pozzo gravitazionale, attirando a sé tutte le navi imperiali nelle vicinanze e facendole schiantare contro l'incrociatore, che salta in aria.
- Ascolti USA: telespettatori 550 000[10]
- Nota: questo è l'ultimo episodio ambientato nel 4 BBY

## Il futuro della Forza
- Titolo originale: The Future of the Force
- Diretto da: Saul Ruiz
- Scritto da: Bill Wolkoff

### Trama
Ahsoka informa Kanan di stare continuando la sua indagine sul signore dei Sith Dart Fener, ma che reperire informazioni su di lui è molto difficile. Nel frattempo, comunica di stare indagando su due set di coordinate Imperiali. Lei si dirige verso la prima e manda Kanan, Ezra, Zeb e Chopper verso la seconda. Ahsoka giunge alla sua destinazione: una nave passeggeri quasi completamente saccheggiata nello spazio. L'unica sopravvissuta, un'anziana, afferma che le "lame rosse" hanno rapito suo nipote. Ahsoka informa la squadra che gli Inquisitori sono coinvolti e che si sono apparentemente diretti verso un pianeta lontano. Zeb e Chopper trovano i caccia degli Inquisitori e salvano il primo bambino, per poi distruggerli, mentre Kanan ed Ezra trovano la madre del secondo. Chopper porta il primo bambino al Fantasma, mentre Zeb viene assalito dagli Inquisitori dopo aver salvato il secondo. Kanan, Ezra e Zeb scoprono poi che i bambini sono sensibili alla Forza e che gli Inquisitori intendevano ucciderli per evitare che divenissero Jedi. Il gruppo tenta di seminare i due Inquisitori, ma viene messo all'angolo. Fortunatamente interviene Ahsoka, che sconfigge facilmente i due e permette agli altri di fuggire, anche se il droide sonda della Settima Sorella riesce a capire che il gruppo si sta dirigendo sul pianeta Garel.
- Ascolti USA: telespettatori 490 000[11]
- Nota: questo è il primo episodio ambientato nel 3 BBY

## Radici
- Titolo originale: Legacy
- Diretto da: Mel Zwyer
- Scritto da: Henry Gilroy

### Trama
Ezra ha un sogno riguardante i suoi genitori e si convince che si tratti di una visione che lo condurrà a scoprire ciò che è successo. Hera e Kanan rivelano di aver passato segretamente dei mesi ad indagare sulle prigioni Imperiali ed hanno saputo di una recente evasione. Proprio quando lo Spettro si prepara a tornare a Lothal per indagare sulla visione di Ezra, la flotta Imperiale arriva a Garel grazie alle informazioni fornite dal droide sonda della Settima Sorella. Ezra e Kanan raggiungono quindi Lothal con il Fantasma, mentre lo Spettro resta indietro per agevolare la fuga della flotta ribelle. Su Lothal, Ezra segue un Loth-gatto comparso nel suo sogno, il quale lo conduce dal Prigioniero X-10, uno degli evasi ed ex-governatore di Lothal di nome Ryder Azadi. Quest'ultimo comunica ad Ezra che i suoi genitori hanno udito la sua trasmissione, la quale li ha convinti ad organizzare la rivolta in prigione che ha portato alla fuga di moltissimi prigionieri, lui compreso, ma durante la quale sono stati entrambi uccisi. Pur rattristato della morte dei suoi genitori, Ezra si consola sapendo che almeno hanno sentito il suo messaggio e Kanan lo conforta dicendogli che vivranno per sempre dentro di lui.
- Ascolti USA: telespettatori 550 000[12]

## Una principessa su Lothal
- Titolo originale: A Princess on Lothal
- Diretto da: Bosco Ng
- Scritto da: Steven Melching

### Trama
Mentre Ezra si riprende dalle novità sui suoi genitori, i ribelli pianificano, insieme al Senatore Bail Organa, di impossessarsi di tre incrociatori. A capo della missione c'è un agente scelto proprio dal senatore: sua figlia, Leila Organa. Quest'ultima si incontra con Kanan ed Ezra e pianifica di far "rubare" ai ribelli la sua nave per non rivelare all'Impero che Alderaan li sta supportando. Tuttavia, il piano fallisce quando la sicurezza Imperiale si rivela essere molto più forte del previsto. Il trio si riunisce con il resto dell'equipaggio dello Spettro, salvando anche Azadi da una pattuglia Imperiale. Leila ispira poi il gruppo e progetta di rubare gli incrociatori distraendo lei stessa le guardie, mentre il Fantasma fornisce supporto aereo ed Azadi disattiva le ganasce gravitazionali sulla nave. Il piano è un successo ed i Ribelli riescono a rubare tutti e tre gli incrociatori, mentre Leila rimprovera le guardie per "non essere riuscite" a proteggerli. Ispirato dalle azioni di Leila e dei Ribelli, Azadi decide di unirsi alla causa.
- Ascolti USA: telespettatori 600 000[13]

## Il protettore di Concord Dawn
- Titolo originale: The Protector of Concord Dawn
- Diretto da: Brad Rau
- Scritto da: Henry Gilroy e Kevin Hopps

### Trama
Con l'Impero che stringe la morsa su Lothal, i Ribelli cercano un'altra rotta di contrabbando. Hera e Sabine si dirigono verso il sistema di Concord Dawn per richiedere un passaggio sicuro ai Protettori, la fazione Mandaloriana che controlla l'area. Tuttavia, i Protettori rivelano di essersi schierati con l'Impero e le attaccano immediatamente. Le due riescono a fuggire, ma Hera viene ferita gravemente. Kanan e Sabine ritornano poi a Concord Dawn, il primo per negoziare con i Protettori e la seconda per vendicare Hera. Scoprono quindi che il leader dei Protettori, Fenn Rau, è stato corrotto dall'Impero. Kanan si incontra con lui e si scopre che Rau gli salvò la vita durante le Guerre dei Cloni. Nel frattempo, Sabine tenta di sabotare i caccia dei Protettori ma viene catturata. Rivela quindi loro di provenire dalla Casata Viszla e sfida Rau in un combattimento uno ad uno. Collaborando, Kanan e Sabine catturano Rau, il quale accetta seppur riluttante di garantire ai Ribelli un passaggio sicuro per Concord Dawn.
- Ascolti USA: telespettatori 480 000[14]

## Leggende dei Lasat
- Titolo originale: Legends of the Lasat
- Diretto da: Saul Ruiz
- Scritto da: Matt Michnovetz

### Trama
Seguendo una soffiata di Hondo, l'equipaggio dello Spettro salva due Lasat dalla custodia Imperiale: Chava la Saggia e Gron, i quali riconoscono Zeb come il capo della Guardia d'Onore di Lasan e spiegano al gruppo di stare cercando il mitico sistema di Lira San, dove si rifugiano i Lasat sopravvissuti. Tuttavia, Zeb è inizialmente riluttante nell'aiutarli, sentendosi colpevole di non essere riuscito a salvare Lasan dall'Impero. Grazie all'incoraggiamento di Ezra, Zeb trasforma il suo Bo-Rifle e lo combina con il bastone di Chava, rivelando così la posizione di Lira San nello Spazio Selvaggio. Tuttavia, il percorso è sbarrato loro da un denso ammasso stellare imploso mentre l'Agente Kallus li insegue. Fidandosi della saggezza di Chava, Zeb utilizza l'energia del suo Bo-Rifle per creare un campo protettivo intorno allo Spettro, permettendogli così di oltrepassare l'ammasso stellare indenne. Dall'altra parte, trovano il pianeta Lira San, il vero pianeta natale dei Lasat. Dopo aver fatto scendere Chava e Gron, Zeb decide di rimanere sullo Spettro per poter trovare altri Lasat sopravvissuti da condurre a Lira San. 
- Ascolti USA: telespettatori 560 000[16]
- Nota: in questo episodio, Chava rivela i due nomi originali della Forza: Ashla (il Lato Chiaro) e Bogan (il Lato Oscuro), i quali verranno poi ripetuti dal Bendu su Atollon più avanti nella serie

## I Purrgil
- Titolo originale: The Call
- Diretto da: Mel Zwyer
- Scritto da: Bill Wolkoff

### Trama
L'equipaggio dello Spettro è in missione per recuperare un carico di carburante spedito dalla Gilda Mineraria all'Impero, per poter così rifornire la flotta Ribelle. Mentre si dirige verso la raffineria della Gilda, lo Spettro incontra un branco di purrgil, creature che vagano nello spazio e che Hera considera pericolose. Tuttavia, Ezra riesce a stabilire un contatto con loro tramite la Forza e scopre che il suo gruppo ed i purrgil hanno entrambi lo stesso obiettivo, semplicemente per scopi differenti. Dopo aver raggiunto la base della Gilda Mineraria, il gruppo la trova intenta a cercare di sterminare i purrgil. Kanan decide di assaltare la base, rubare il carico e bruciare tutto il resto del carburante per creare un diversivo. Tuttavia, Ezra lo ferma dopo essersi reso conto che i purrgil hanno bisogno del carburante per sopravvivere. Proprio quando sembra che le forze della Gilda Mineraria stiano sopraffacendo la squadra, i purrgil arrivano e si lanciano all'attacco, dando al gruppo abbastanza tempo per scappare con il carburante. Mentre lo Spettro si allontana, la squadra osserva i purrgil saltare nell'iperspazio, rivelandosi così essere delle creature capaci di viaggiare più veloci della luce senza alcun tipo di tecnologia.
- Ascolti USA: telespettatori 590 000[17]

## Ritorno a casa
- Titolo originale: Homecoming
- Diretto da: Bosco Ng
- Scritto da: Steven Melching

### Trama
Per poter fornire un riparo sicuro per i propri combattenti, i Ribelli pianificano di impossessarsi di una nave portacaccia Imperiale attualmente stazionata sopra Ryloth, il pianeta natale di Hera. Per poter portare a termine la missione, l'equipaggio dello Spettro contatta il padre di Hera, il famoso combattente della resistenza Twi'lek di nome Cham Syndulla. Tuttavia, Cham ha intenzione di distruggere il trasporto come dimostrazione di potere ed accetta solo con riluttanza di impossessarsene. Più tardi, Hera comunica ad Ezra che lei e suo padre non sono in buoni rapporti, siccome lei crede che lui sia ossessionato con la Resistenza Twi'lek, mentre Cham crede che la fiducia di Hera nei confronti della Ribellione sia mal riposta. Pilotando un Bombardiere TIE, Hera riesce a far infiltrare il gruppo e la squadra di Cham all'interno della nave da trasporto, dove però Cham li tradisce e prosegue per distruggere il trasporto. Ezra utilizza la Forza per controllare la mente del capitano e spingerlo a far evacuare la nave, mentre Zeb e Sabine si occupano degli uomini di Cham. Hera riesce poi finalmente a convincere suo padre ad aiutarla ed insieme distruggono un incrociatore Imperiale che li stava inseguendo, dando quindi la dimostrazione di potere che Cham desiderava tanto. Dopo aver aggiunto la nave da trasporto alla flotta Ribelle, padre e figlia si riconciliano per poi andare ognuno per la propria strada.
- Ascolti USA: telespettatori 510 000[18]

## L'unione fa la forza
- Titolo originale: The Honorable Ones
- Diretto da: Brad Rau
- Scritto da: Kevin Hopps

### Trama
L'equipaggio dello Spettro riceve una soffiata riguardo dell'attività Imperiale sul pianeta Geonosis e decide di andare ad indagare, trovando però il pianeta completamente spoglio di ogni tipo di vita, con evidenti tracce della costruzione di un'enorme arma intorno all'orbita del pianeta. Quando il gruppo raggiunge uno dei moduli costruttivi abbandonati, viene sorpreso dall'Agente Kallus. La maggior parte della squadra riesce a ritornare alla nave, ma Zeb è obbligato a prendere una capsula di salvataggio. Kallus lo insegue ed i due lottano, danneggiando al contempo la capsula, che si schianta su una delle lune ghiacciate di Geonosis. Una delle gambe di Kallus rimane ferita nello schianto e lui e Zeb sono costretti a collaborare per poter sopravvivere, respingendo le creature ostili ed uscendo dalla caverna nella quale si trovano. Mentre lo fanno, Kallus spiega a Zeb di rispettare profondamente i Lasat come guerrieri, ma di disprezzarli poiché la sua prima pattuglia è stata decimata a causa loro. Rivela anche di essere stato contrario alla decisione dell'Impero di sterminare i Lasat e che il Bo-Rifle che aveva precedentemente affermato di aver rubato ad un membro della Guardia d'Onore di Lasat gli era stato effettivamente donato da quella stessa guardia in segno di rispetto dopo che lui l'aveva sconfitta in un duello leale. Dopo aver raggiunto la superficie, i due attivano il trasmettitore d'emergenza. Lo Spettro giunge quindi per salvare Zeb, mentre Kallus preferisce attendere il salvataggio degli Imperiali, per non essere preso in ostaggio dai Ribelli, e lui e Zeb si separano con un ritrovato rispetto l'uno per l'altro (salutandosi, tra l'altro, con il saluto Lasat). Ritornato al suo star destroyer, Kallus viene salutato freddamente, persino per gli standard Imperiali, e l'episodio si conclude con lui seduto solo nei suoi alloggi, intento a pensare.
- Ascolti USA: telespettatori 560 000[19]

## Velo dell'Oscurità
- Titolo originale: Shroud of Darkness
- Titolo alternativo proposto da Disney+: Velo di tenebra
- Diretto da: Saul Ruiz
- Scritto da: Henry Gilroy

### Trama
Ezra e Kanan, dopo aver affrontato nuovamente gli Inquisitori, capiscono che è meglio evitare di mettere a rischio i Ribelli stando con loro mentre vengono presi di mira dall'Impero e decidono così di chiedere consiglio ad Ahsoka. Dietro suo consiglio, i tre si dirigono verso il Tempio Jedi di Lothal, dove ognuno di loro ha una visione differente; Ezra vede il Maestro Yoda, Kanan vede una Guardia del Tempio che lo mette alla prova ed Ahsoka vede Anakin/Fener. Quando gli Inquisitori rintracciano il gruppo nel tempio e riescono ad entrare, Yoda dice ad Ezra di "trovare Malachor", Kanan viene avvertito dalla Guardia, rivelatasi essere l'ex-Grande Inquisitore, di fare attenzione a non far cedere Ezra al Lato Oscuro, venendo anche promosso ufficialmente al ruolo di Maestro Jedi, grado che non era mai riuscito a raggiungere a causa dell'esecuzione dell'Ordine 66 e dello sterminio dell'Ordine Jedi. Durante la sua visione, Ahsoka affronta il proprio senso di colpa per non essere stata presente durante la caduta dei Jedi, accettando al contempo il fatto che il suo ex-maestro, Anakin Skywalker, è ormai divenuto il Signore dei Sith, Dart Fener. I tre fuggono mentre le ombre delle Guardie del Tempio trattengono gli Inquisitori. Fener e le forze Imperiali giungono al Tempio ed Ahsoka informa Ezra che Malachor non è una persona, ma un luogo.
- Ascolti USA: telespettatori 680 000[20]

## Il droide dimenticato
- Titolo originale: The Forgotten Droid
- Diretto da: Mel Zwyer
- Scritto da: Matt Michnovetz

### Trama
Mentre si trova in missione con l'equipaggio dello Spettro per rubare del carburante, Chopper ruba una gamba di ricambio per droidi. Viene però separato dal gruppo e si ritrova sperduto su una nave da carico Imperiale. Viene alla fine scoperto dal droide da inventario, AP-5, che però non segnala la sua presenza dopo avere scoperto che è un veterano delle Guerre dei Cloni, proprio come lo è lui. Si lamenta poi con Chopper del fatto che l'Impero non apprezzi il suo precedente lavoro di analista e che l'equipaggio della nave da carico lo maltratti sempre. Chopper rimuove il bullone di costrizione di AP-5 ed i due collaborano per intrappolare l'equipaggio della nave nella stiva per poi sganciare la suddetta dal resto della nave. Chopper contatta lo Spettro ed AP-5 lo avverte del fatto che l'Impero conosce la loro destinazione ed ha allestito una trappola. AP-5 viene colpito dal capitano della nave da carico mentre trasmette delle nuove coordinate, ma l'equipaggio dello Spettro riesce a ripararlo usando parti della gamba rubata da Chopper. 
- Ascolti USA: telespettatori 580 000[21]

## Il mistero della Base Chopper
- Titolo originale: The mistery of Chopper Base
- Diretto da: Bosco Ng
- Scritto da: Steven Melching

### Trama
Dopo aver finalmente trovato un pianeta sicuro dall'Impero, la flotta Ribelle atterra per allestire la propria base. Tuttavia, una delle loro vedette scompare dopo essere uscita per posizionare un sensore (necessario per rilevare eventuali intrusioni nemiche). Sabine e Rex vanno ad indagare e vengono attaccati da un gruppo di ragni Krykna. Sabine viene salvata dall'equipaggio dello Spettro, ma Rex viene catturato dai ragni. Il gruppo li insegue e salva Rex, ma è impossibilitato ad andarsene dopo essersi reso conto che i ragni hanno intrappolato lo Spettro in una ragnatela. Sabine scopre che i ragni hanno paura di avvicinarsi al sensore e lo utilizza per scacciarli mentre il resto del gruppo taglia le ragnatele e fugge. Tornati alla base, invece di abbandonare il pianeta, i Ribelli utilizzano i sensori per generare una barriera che tiene lontani i ragni. Ezra, Kanan ed Ahsoka decidono di andare a Malachor per trovare un modo di eliminare gli Inquisitori.
- Ascolti USA: telespettatori 530 000[22]

## Il crepuscolo dell'apprendista
- Titolo originale: Twilight of the Apprentice
- Diretto da: Dave Filoni
- Scritto da: Dave Filoni, Simon Kinberg e Steven Melching

### Trama

Ahsoka Tano poco prima di affrontare Dart Fener in duello in una scena dell'episodio.

Ahsoka, Ezra, Kanan e Chopper giungono su Malachor, pianeta Sith il cui accesso era da tempo proibito ai Jedi, in cerca di conoscenza, scoprendo una caverna contenente un Tempio Sith nel bel mezzo di un antico campo di battaglia dove si scontrarono tempo addietro Sith e Jedi. Vengono presto attaccati da un nuovo Inquisitore, l'Ottavo Fratello, che sta dando la caccia ad un misterioso eremita che si fa chiamare l' "Antico Maestro". Quando Ezra incontra l'eremita, questi si rivela essere Maul e si offre di aiutare Ezra ad entrare nel Tempio, aiutandolo a recuperare un olocrone Sith. Quando gli altri Inquisitori arrivano ed allertano Dart Fener della loro presenza, Ezra convince il gruppo a collaborare, nonostante Kanan tema che Maul stia cercando di corrompere il suo studente, riuscendo così ad uccidere tutti e tre gli Inquisitori. Tuttavia, Maul tradisce presto il gruppo ed acceca Kanan con la sua spada laser, rivelando di voler rendere Ezra suo apprendista e di starlo sfruttando per azionare il tempio, in realtà una stazione di combattimento che Maul vuole usare per vendicarsi di tutti i suoi nemici. Pur essendo cieco, Kanan raccoglie la maschera di una Guardia del Tempio Jedi e riesce a gettare Maul dalla cima del tempio. Ahsoka affronta finalmente Dart Fener, che ha messo all'angolo Ezra ed ha distrutto la sua spada laser, rivelandogli di conoscere la sua vera identità ed affrontandolo in un duello, mentre Kanan ed Ezra prendono l'olocrone Sith. Incapace di abbandonare il suo vecchio Maestro, Ahsoka rimane nel tempio ormai in crollo per continuare ad affrontare Fener, mentre Ezra, Kanan e Chopper fuggono dal pianeta e si rincontrano con l'equipaggio dello Spettro. Maul fugge da Malachor con una delle navi degli Inquisitori, mentre Fener, sopravvissuto alla distruzione del tempio, si allontana ed una figura sconosciuta viene brevemente vista zoppicare fra le ombre. Mentre il gruppo dello Spettro fa fronte alle perdite, Ezra continua a meditare sull'olocrone Sith, riuscendo finalmente ad aprirlo.
- Ascolti USA: telespettatori 690 000[23]
- Nota: questo è l'ultimo episodio ambientato nel 3 BBY